# Grande-Bretagne aux Jeux paralympiques d'hiver de 1994
La Grande-Bretagne participe aux Jeux paralympiques d'hiver de 1994 à Lillehammer. Elle y remporte cinq médailles : zéro en or, zéro en argent et cinq en bronze, se situant à la vingt et unième place des nations au tableau des médailles. La délégation britanniques regroupe 23 sportifs.